# Arvelig spastisk paraplegi
Arvelig spastisk paraplegi, også kaldet hereditær spastisk paraparese (HSP), er en gruppe arvelige sygdomme, hvis vigtigste kendetegn er fremadskridende stivhed og sammentrækning (spasticitet) i de nedre lemmer som en følge af beskadigelse eller dysfunktion af nerverne.